# شفيقة
شفيقة أو شفيقة الطنطاوية (1957 - 5 مايو 2011) هي مطربة شعبية مصرية، كانت أحد المطربات التي لقبت بأم كلثوم الأغنية الشعبية، حققت شرائط الكاسيت الخاصة بها في التسعينات أعلي نسبة مبيعات في عصرها.

## حياتها ونشأتها
ولدت شفيقة محمود رياض عطا وسميت الطنطاوية لتميزهاعن شفيقة القبطية ولدت في منطقة القرشى بحي ثان مدينة طنطا محافظة الغربية، كان والداها عازف الأوكورديون وقائدا لفرقة «ليالينا» محمود رياض عطا، وقد سمها شفيقة على اسم جدتها، كان والداها يعزف لها الأوكورديون في البيت، ونتيجة ذلك نشأت شفيقة شغوفة بالموسيقى ومحبة للغناء إضافة إلى حسن صوتها الذى جعل الجميع يشجعونها ويطربون لها، وجعلت من أبيها معلمًا وصاحبًا وقائدًا لها خارج البيت، بعد أن اصطحبها إلى عالمه الخارجى، فلازمته في الحفلات والسهرات والأفراح، واكتشف موهبة شفيقة مبكرا، ليقدمها على المسرح وعمرها لا يتجاوز 13 عاما، وتبدأ مسيرتها الفنية في طنطا مع فرقه ليالينا بقيادة والدها محمود عطا والمؤلف أحمد حسني والملحن أمين جاد الذى اشتهر بالسندوبى في بداية التسعينات.

### زيجتها
تزوجت شفيقة خمس مرات ولم تنجب، أول أزواجها كان «حودة الرشيدي»، والثانى «شكوكو» وتعرفت عليه في الزقازيق خلال أحد الأفراح، والثالث «مصطفى رشاد» والرابع كان من عائلة الموسيقار حسن إش إش، أما الخامس فكان من الإسكندرية ويدعى محمد حسني، وهو الذى تسبب في اعتزالها 2004، وقد حصل علي كل أمواله وعادت من الاعتزال بعدما أخذ منها كل شىء سنة 2008.

## مسيرتها
- بدأت الغناء وعمرها 13 عاما في طنطا عام 1970، حيث وقوفها على خشبة مسرح فرقة «ليالينا» بطنطا، والتى كان يقودها والدها محمود رياض عطا، ويدير شؤونها «لولى»، محققة نجاحًا كبيرًا، فالفتاة التى لا تكاد تُرى من على المسرح، تستطيع أن تدفع الجمهور إلى الرقص لساعات على إيقاعات صوتها المبهج وحضورها الطاغى.[7]
- لم يقتصر نجاح شفيقة على الأفراح وحفلات طنطا، إطلاقت أول ألبوماتها الغنائية في عام 1980، أصبح صوتها هو الأعلى في مصر، وكان الألبوم علي شرائط الكاسيت وحقق نجاح ساحق، حتى أطلق عليها الموزعون «سلطانة الكاسيت»، فما أن توضع شرائطها على الأرفف حتى تتخاطفها أيادى المحبين، ومن ثم صارت تطلب في الحفلات والأفراح في المحافظات والدول العربية، وبعض الدول الآسيوية، وتحديدًاً تايلاند، التى حققت فيها شهرة كبيرة.[8]
- أنتج لها أحمد فخرى لها في التسعينات، وهو صاحب شركة الغربية للصوتيات، مجموعة من شرائط الكاسيت، كانت وقتها في أوج شهرتها، وكان الجميع يتلهفون لسامع صوتها، حتى أنها كانت تقيم حوالى 7 و8 حفلات في اليوم الواحد، وكانت تتقاضى 10 آلاف جنيه عن كل حفلة وقد وصل صافى دخلها اليومى إلى 40 ألف جنيه.[9]
- حققت شرائط الكاسيت الخاصة بألبومات شفيقة مبيعات كبيرة، حتى أن شهرتها تخطت نطاق الوطن العربى، فقد تميزت شفيقة بصوتها القوى الجهورى، وأغنياتها المليئة بالشجن والطرب والسلطنة، وهو ما جعل الجمهور يمنحها عدة ألقاب، مثل «الهرم الرابع وهرم الغربية وسلطانة الكاسيت وأم كلثوم الشعبى».[10]
- ظلت شفيقة متربعة على عرش الكاسيت لسنوات حتى العام 2004، حين قررت أن تخوض تجربة الإنتاج بنفسها، ويبدو أن الفنانة لم تكن على دراية بأحوال السوق بقدر معرفتها بالغناء، فسوق الكاسيت آنذاك كان قد انهار تمامًا، ما عرّضها لخسارة كبيرة، جعلتها تفكر أن أحوال الفن غير مضمونة، فما تكسبه اليوم باليمين تضيعه بالشمال، ومن ثم لم تجد مفرًا من الاعتزال، والتفكير في مجال آخر تستثمر فيه أموالها، فاقترح عليها أولاد الحلال أن تفتح مطعم سمك في الإسكندرية، وهو المشروع الذى لم تختلف عواقبه كثيرًا عن تفكيرها في الإنتاج الفنى.[11]

ثلاث سنوات قضتهم بعيدًا عن الغناء، خسرت خلالها الكثير من المال، فالجماهير التى أحبت شفيقة واشترت شرائط أغانيها، لم تقدم على مطعمها بنفس الحفاوة، ولا أعرف إن كان السبب هو عدم إتقانها صنعة السمك وإدارة المحل، أم لصعوبة منافسة غيرها من المطاعم في المدينة الساحلية، لكن الأكيد أنها غريبة عن «الكار»، لذلك كان منطقيًا أن تعود إلى الغناء مرة أخرى في عام 2007، وإن كانت عودة بسيطة، اقتصرت على إحياء الأفراح والحفلات داخل مدينة الإسكندرية.
سبب آخر كان وراء ضياع أموالها، واحتياجها لمساعدة من حولها في آخر حياتها، هو زواجها من «شقيق»، صاحب مطعم كباب شهير في الإسكندرية، وقد كان هذا الشخص يشترى بأموالها أراضٍ، ويتوسّع في محلاته، وقد حكى بعض من عرفوها أنها لم ترزق بأطفال، رغم زواجها أكثر من مرة.
غادرت شفيقة مدينة طنطا، وقررت الاستقرار في الإسكندرية، وأسست مطعما للمأكولات البحرية، وهى تجربتها الثانية كسيدة أعمال، لكنها لم تكلل بالنجاح، مثل تجربتها في الإنتاج.
بعد عودتها من الاعتزال، ظلت تغنى 3 أعوام أُخرى، تحديدًا حتى 2010، حين داهمها المرض، قاصدًا قلبها الذى لم يعرف غير الحب لأهلها وجيرانها وللفن وناسه، فأصيبت بجلطة في القلب، نقلت على إثرها إلى المستشفى، وبقيت في «العناية المركزة» لفترة كبيرة، لكن حالتها كانت في تراجع يومى، إلى أن رحلت عن عالمنا في مايو 2011.